# Soledad Villamil

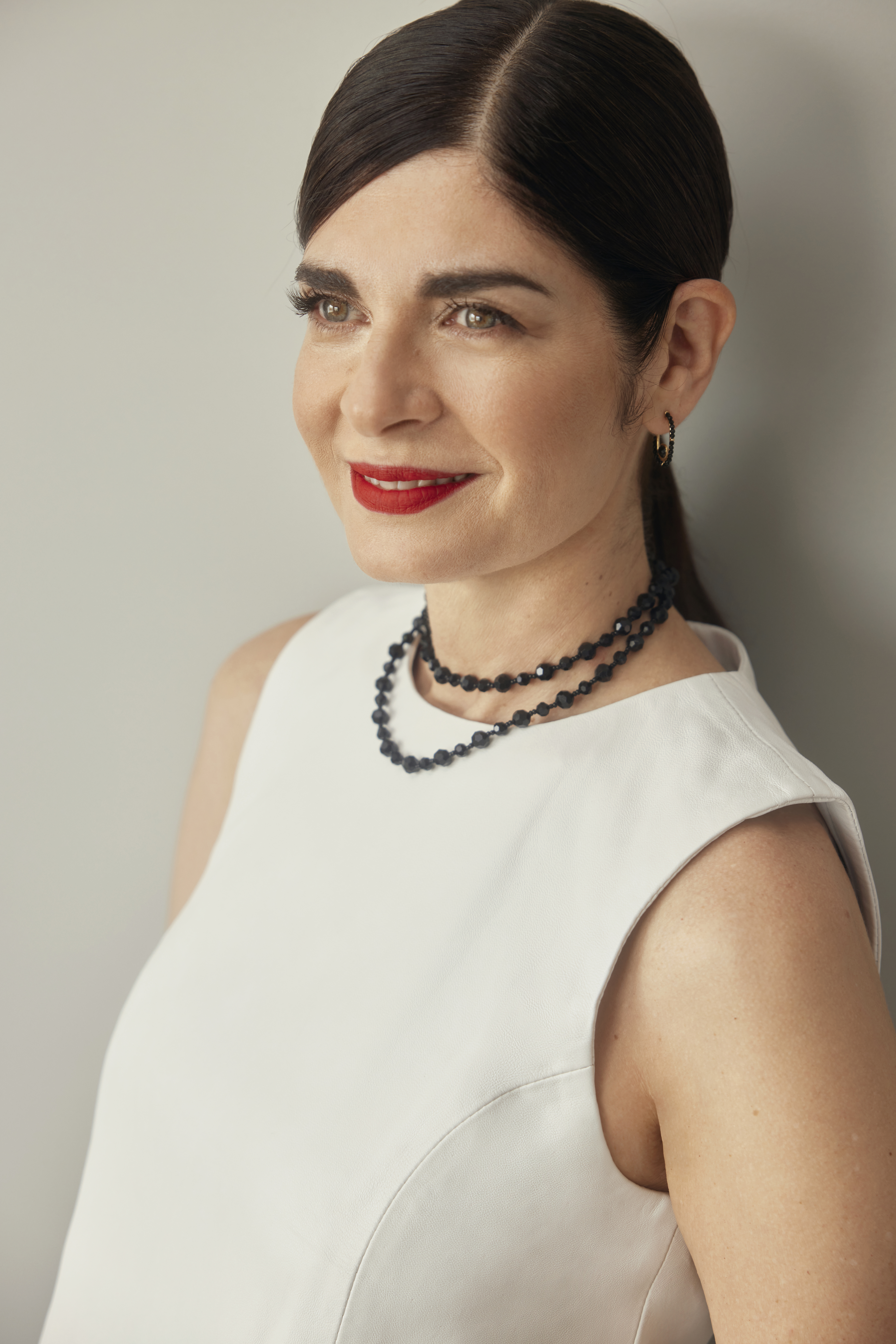
Soledad Villamil (2024)

Soledad Villamil (* 19. Juni 1969 in La Plata) ist eine argentinische Schauspielerin und Sängerin.
Als Schauspielerin wirkte sie an Kino- und Fernsehproduktionen mit und trat auch im Theater auf.  Für ihre Rollen in den Filmen El mismo amor, la misma lluvia (span. Dieselbe Liebe, derselbe Regen) und In ihren Augen wurde ihr in den Jahren 2000 und 2010 der Premio Cóndor de Plata verliehen. Als Sängerin adaptierte sie im Jahre 2006 Tango und argentinische Folklore.

## Filmografie (Auswahl)
- 1991: Vivir mata
- 1993: Un Muro de Silencio
- 1997: El sueño de los héroes
- 1997: La vida según Muriel
- 1999: El mismo amor, la misma lluvia
- 2002: Der rote Bär (Un oso rojo)
- 2004: No sos vos, soy yo
- 2009: In ihren Augen (El secreto de sus ojos)
- 2012: Jeder hat einen Plan (Todos tenemos un plan)
- 2013: ¿Quién mató a Mariano Ferreyra?
- 2018: Las grietas de Jara
- 2018: Teu Mundo Não Cabe Nos Meus Olhos
- 2018: Tage wie Nächte (La Noche de 12 Años)
- 2020: Corazón loco – Verrücktes Herz (Corazón loco)
- 2023: Cerrar los ojos
- 2025: In seinen Händen (Atrapados, Netflixserie)

## Fernsehproduktion (Auswahl)
- 1999–2000: Vulnerables
- 2001: Culpables
- 2004: Locas de amor
- 2007: Televisión por la identidad
- 2015–2016: La Casa del Mar
- 2019: El Host
- 2022:  Now and Then